# Assistance communautaire pour la reconstruction, le développement et la stabilisation
Le programme d'assistance communautaire pour la reconstruction, le développement et la stabilisation abrégé CARDS était l'un des instruments de préadhésion financés par l'Union européenne pour aider les pays candidats d'Europe du Sud-Est en vue de leur participation au processus de stabilisation et d'association avec l'Union européenne. Il a depuis été remplacé au sein du nouvel instrument d'aide de préadhésion.

## Historique
L'assistance communautaire en faveur des pays de l'Europe du Sud-Est était jusqu'à présent mise en œuvre majoritairement dans le cadre du règlement (CE) n° 1628/96 établissant le programme OBNOVA et du règlement (CE) n° 3906/89 établissant le programme PHARE. Le programme CARDS abroge OBNOVA et modifie PHARE, l'Albanie, la Bosnie-et-Herzégovine, la Croatie, la République fédérale de Yougoslavie et l'ancienne République yougoslave de Macédoine peuvent bénéficier de cette assistance communautaire.

## Objectifs
L'objectif du programme CARDS est de faire participer les pays d'Europe du Sud-Est au processus de stabilisation et d'association. Il vise notamment :
- La reconstruction, la stabilisation de la région et le retour des réfugiés et déplacés.
- Le soutien de la démocratie, de l'État de droit, des droits de l'Homme et des minorités, de la société civile, des médias indépendants et de la lutte contre le crime organisé.
- Le développement d'une économie de marché durable, la lutte contre la pauvreté, à l'égalité des sexes, à l'éducation et la formation et à la restauration de l'environnement.
- La coopération régionale, transnationale, internationale et interrégionale des pays bénéficiaires avec ceux de l'Union et d'autres de la région.

L'assistance communautaire est conditionnée au respect de principes démocratiques, de l'État de droit, des libertés fondamentales, des droits de l'Homme et des minorités, ainsi qu'à la mise en œuvre des réformes démocratiques, institutionnelles et économiques prévues. Le budget du programme sur la période 2000-2006 s'élève à 4,65 milliards d'euros.

## Sources

## Compléments